# Liste von Terroranschlägen im Jahr 1989
Die Liste von Terroranschlägen im Jahr 1989 enthält eine unvollständige Auswahl von Terroranschlägen, die im Jahr 1989 passierten. Attentate werden gesondert in der Liste bekannter Attentate behandelt. Die Liste von Sprengstoffanschlägen listet auch nichtterroristische Anschläge. Die Liste von Flugzeugentführungen enthält eine Liste mit meist terroristischem Hintergrund. Im Artikel Rechtsterrorismus werden weitere terroristische Anschläge aufgezählt.

## Erläuterung
In der Spalte Politische Ausrichtung ist die politische bzw. weltanschauliche Einordnung der Täter angegeben: faschistisch, rassistisch, nationalistisch, nationalsozialistisch, sozialistisch, kommunistisch, antiimperialistisch, islamistisch (schiitisch, sunnitisch, deobandisch, salafistisch, wahhabitisch), hinduistisch. Bei vorrangig auf staatliche Unabhängigkeit oder Autonomie zielender Ausrichtung ist autonomistisch vorangestellt, gefolgt von der Region oder der Volksgruppe und ggf. weiteren Merkmalen der Täter: armenisch, irisch (katholisch), kurdisch, tirolisch, tschetschenisch, dagestanisch, punjabisch (sikhistisch), palästinensisch.
Die Opferzahlen der Anschläge werden farbig dargestellt:

## Januar
| Datum/Beginn    | Betroffenes Land | Anschlag                 | Täter                            | Politische Ausrichtung                      | Mittel                                 | Ziel             | Tote | Verletzte | Hintergrund                   |
| --------------- | ---------------- | ------------------------ | -------------------------------- | ------------------------------------------- | -------------------------------------- | ---------------- | ---- | --------- | ----------------------------- |
| 01. Januar 1989 | Indonesien       | Anschlag in Dili         | FRETILIN                         | autonomistisch                              | Sprengstoff                            | Munitionsdeponie | 84   | 27        |                               |
| 06. Januar 1989 | Südafrika        | Anschlag in Katlehong    |                                  |                                             | Granate                                | Polizeiparade    | 1    | 30        |                               |
| 08. Januar 1989 | Simbabwe         | Anschlag in Manicaland   | Resistência Nacional Moçambicana | mosambikanisch-nationalistisch, konservativ | Geiselnahme                            | Dorf             | 6    | 9         |                               |
| 08. Januar 1989 | Philippinen      | Anschlag in Esperanza    |                                  |                                             | Sprengstoff                            | Basketball-Spiel | 26   | 80        |                               |
| 11. Januar 1989 | Afghanistan      | Anschlag in Herat        |                                  |                                             | Sprengstoff                            |                  | 0    | 20        | Krieg in Afghanistan          |
| 16. Januar 1989 | Peru             | Anschlag in Ayacucho     | Leuchtender Pfad                 | marxistisch-leninistisch-maoistisch         | Automatische Schusswaffe(n)            | Milizionäre      | 27   | 0         | Bewaffneter Konflikt in Peru  |
| 23. Januar 1989 | Argentinien      | Anschlag in Buenos Aires | Popular Resistance Front         |                                             | Automatische Schusswaffe(n), Rakete(n) | Militärkaserne   | 25   | 0         |                               |
| 27. Januar 1989 | El Salvador      | Anschlag in Santa Ana    | FMLN                             | marxistisch-leninistisch                    | Sprengstoff                            | Militärfahrzeug  | 0    | 25        | Salvadorianischer Bürgerkrieg |
| 29. Januar 1989 | Sambia           | Anschlag in Livingstone  |                                  |                                             | Sprengstoff                            | Bar              | 1    | 0         |                               |
| 29. Januar 1989 | Sambia           | Anschlag in Livingstone  |                                  |                                             | Sprengstoff                            | Hotel            | 1    | 1         |                               |

## Februar
| Datum/Beginn      | Betroffenes Land | Anschlag                            | Täter                                                      | Politische Ausrichtung                                                        | Mittel                              | Ziel                     | Tote | Verletzte | Hintergrund                       |
| ----------------- | ---------------- | ----------------------------------- | ---------------------------------------------------------- | ----------------------------------------------------------------------------- | ----------------------------------- | ------------------------ | ---- | --------- | --------------------------------- |
| 02. Februar 1989  | Angola           | Anschlag in Bié                     | UNITA                                                      | konservativ, angolanisch-nationalistisch, christlich-demokratisch, maoistisch | Sprengstoff                         | Brücke                   | 23   | 0         | Bürgerkrieg in Angola             |
| 05. Februar 1989  | Sri Lanka        | Anschlag in Polonnaruwa             | JVP                                                        | kommunistisch, marxistisch-leninistisch                                       | Sprengstoff, Pistole(n)             | Kundgebung               | 0    | 38        | Bürgerkrieg in Sri Lanka          |
| 10. Februar 1989  | Indien           | Anschlag in Maharashtra             |                                                            |                                                                               | Sprengstoff                         | Bus                      | 12   | 30        |                                   |
| 10. Februar 1989  | Guatemala        | Anschlag in San Marcos              | vermutlich Organización Revolucionario del Pueblo en Armas |                                                                               | Splittergranate                     | Garnison                 | 0    | 25        | Guatemaltekischer Bürgerkrieg     |
| 11. Februar 1989  | Deutschland      | Anschlag in Köln                    |                                                            |                                                                               | Sprengstoff                         | Universität, Versammlung | 0    | 2         |                                   |
| 11. Februar 1989  | Sri Lanka        | Anschlag in Colombo                 | vermutlich JVP                                             | kommunistisch, marxistisch-leninistisch                                       | Sprengstoff                         | Parteitreffen            | 1    | 25        | Bürgerkrieg in Sri Lanka          |
| 11. Februar 1989  | Sri Lanka        | Anschlag in der Nordostprovinz      | LTTE                                                       | autonomistisch, tamilisch-sozialistisch                                       | Automatische Schusswaffe(n), Messer | Dorf                     | 35   | 0         | Bürgerkrieg in Sri Lanka          |
| 15. November 1989 | Kolumbien        | Anschlag in Bolívar                 | ELN                                                        | marxistisch-leninistisch                                                      | Automatische Schusswaffe(n)         | Militäreinheit           | 30   | 0         | Bewaffneter Konflikt in Kolumbien |
| 17. Februar 1989  | Mosambik         | Anschlag in Maputo                  | Resistência Nacional Moçambicana                           | nationalistisch, konservativ                                                  | Automatische Schusswaffe(n)         | Zug                      | 7    | 41        | Mosambikanischer Bürgerkrieg      |
| 27. Februar 1989  | Sri Lanka        | Anschlag in der Nord-Zentralprovinz | LTTE                                                       | autonomistisch, tamilisch-sozialistisch                                       | Automatische Schusswaffe(n), Messer | Dorf                     | 32   | 4         | Bürgerkrieg in Sri Lanka          |
| 28. Februar 1989  | Peru             | Anschlag in Ayacucho                | Leuchtender Pfad                                           | marxistisch-leninistisch-maoistisch                                           | Automatische Schusswaffe(n)         | Dorf                     | 39   | 0         | Bewaffneter Konflikt in Peru      |

## März
| Datum/Beginn  | Betroffenes Land | Anschlag               | Täter            | Politische Ausrichtung                                                              | Mittel                      | Ziel           | Tote | Verletzte | Hintergrund                  |
| ------------- | ---------------- | ---------------------- | ---------------- | ----------------------------------------------------------------------------------- | --------------------------- | -------------- | ---- | --------- | ---------------------------- |
| 04. März 1988 | Sri Lanka        | Anschlag in Mullaitivu | LTTE             | autonomistisch, tamilisch-sozialistisch                                             | Automatische Schusswaffe(n) | Militäreinheit | 58   | 13        | Bürgerkrieg in Sri Lanka     |
| 07. März 1989 | Libanon          | Anschlag in Beirut     |                  |                                                                                     | Sprengstoff                 | Gewerbegebiet  | 2    | 30        | Libanesischer Bürgerkrieg    |
| 13. März 1989 | Peru             | Anschlag in Junín      | MRTA             | marxistisch-leninistisch, sozialistisch, links-nationalistisch, antiimperialistisch | Automatische Schusswaffe(n) | Polizeieinheit | 53   | 0         | Bewaffneter Konflikt in Peru |
| 14. März 1989 | Indien           | Anschlag in Bongaigaon | Bodo-Extremisten | autonomistisch-sikhistisch                                                          | Sprengstoff                 | Markt          | 17   | 50        | Bodoland-Konflikt            |
| 17. März 1989 | Libanon          | Anschlag in Beirut     |                  |                                                                                     | Autobombe                   | Bäckerei       | 10   | 50        | Libanesischer Bürgerkrieg    |
| 25. März 1989 | Indien           | Anschlag in Amritsar   | Babbar Khalsa    | autonomistisch-sikhistisch                                                          | Sprengstoff                 |                | 1    | 21        |                              |
| 27. März 1989 | Peru             | Anschlag in San Martín | Leuchtender Pfad | marxistisch-leninistisch-maoistisch                                                 | Automatische Schusswaffe(n) | Polizeiposten  | 12   | 20        | Bewaffneter Konflikt in Peru |
| 31. März 1989 | Peru             | Anschlag in Apurímac   | Leuchtender Pfad | marxistisch-leninistisch-maoistisch                                                 | Automatische Schusswaffe(n) | Milizionäre    | 26   | 0         | Bewaffneter Konflikt in Peru |

## April
| Datum/Beginn   | Betroffenes Land       | Anschlag                | Täter                            | Politische Ausrichtung                                                              | Mittel                      | Ziel                    | Tote | Verletzte | Hintergrund                  |
| -------------- | ---------------------- | ----------------------- | -------------------------------- | ----------------------------------------------------------------------------------- | --------------------------- | ----------------------- | ---- | --------- | ---------------------------- |
| 06. April 1989 | Sri Lanka              | Anschlag in Vavuniya    | LTTE                             | autonomistisch, tamilisch-sozialistisch                                             | Automatische Schusswaffe(n) | Indische Militäreinheit | 28   | 0         | Bürgerkrieg in Sri Lanka     |
| 12. April 1989 | Vereinigtes Königreich | Anschlag in Warrenpoint | IRA                              | autonomistisch, irisch-republikanisch, katholisch                                   | Autobombe                   | Polizeistation          | 1    | 34        | Nordirlandkonflikt           |
| 13. April 1989 | Sri Lanka              | Anschlag in Trincomalee | JVP                              | kommunistisch, marxistisch-leninistisch                                             | Sprengstoff                 | Hotel                   | 0    | 20        | Bürgerkrieg in Sri Lanka     |
| 13. April 1989 | Sri Lanka              | Anschlag in Trincomalee |                                  |                                                                                     | Autobombe                   | Einkaufszentrum         | 42   | 56        | Bürgerkrieg in Sri Lanka     |
| 15. April 1989 | Sri Lanka              | Anschlag in Mullaitivu  | LTTE                             | autonomistisch, tamilisch-sozialistisch                                             | Automatische Schusswaffe(n) | Militäreinheit          | 21   | 0         | Bürgerkrieg in Sri Lanka     |
| 28. April 1989 | Peru                   | Anschlag in Junín       | MRTA                             | marxistisch-leninistisch, sozialistisch, links-nationalistisch, antiimperialistisch | Automatische Schusswaffe(n) | Militäreinheit          | 68   | 26        | Bewaffneter Konflikt in Peru |
| 30. April 1989 | Mosambik               | Anschlag in Gaza        | Resistência Nacional Moçambicana | nationalistisch, konservativ                                                        | Automatische Schusswaffe(n) | Dorf                    | 9    | 26        | Mosambikanischer Bürgerkrieg |

## Mai
| Datum/Beginn      | Betroffenes Land | Anschlag             | Täter                            | Politische Ausrichtung                      | Mittel                      | Ziel           | Tote | Verletzte | Hintergrund                   |
| ----------------- | ---------------- | -------------------- | -------------------------------- | ------------------------------------------- | --------------------------- | -------------- | ---- | --------- | ----------------------------- |
| 04. Mai 1989      | El Salvador      | Anschlag in La Paz   | FMLN                             | marxistisch-leninistisch                    | Sprengfalle                 |                | 4    | 20        | Salvadorianischer Bürgerkrieg |
| 14. Mai 1989      | Sambia           | Anschlag in Petauke  | Resistência Nacional Moçambicana | mosambikanisch-nationalistisch, konservativ | Geiselnahme                 | Dorf           | 4    | 0         |                               |
| 17. Mai 1989      | Mosambik         | Anschlag nahe Maputo | Resistência Nacional Moçambicana | nationalistisch, konservativ                | Sprengstoff                 | Militäreinheit | 48   | 0         | Mosambikanischer Bürgerkrieg  |
| 17. Mai 1989      | Mosambik         | Anschlag nahe Maputo | Resistência Nacional Moçambicana | nationalistisch, konservativ                | Sprengstoff                 | Bahnlinie      | 48   | 0         | Mosambikanischer Bürgerkrieg  |
| 19. Mai 1989      | Mosambik         | Anschlag in Tete     | Resistência Nacional Moçambicana | nationalistisch, konservativ                | Automatische Schusswaffe(n) | Dorf           | 21   | 0         | Mosambikanischer Bürgerkrieg  |
| 19. Mai 1989      | Mosambik         | Anschlag in Zambezia | Resistência Nacional Moçambicana | nationalistisch, konservativ                | Automatische Schusswaffe(n) | Dorf           | 25   | 0         | Mosambikanischer Bürgerkrieg  |
| 21. November 1989 | Peru             | Anschlag in Huánuco  | Leuchtender Pfad                 | marxistisch-leninistisch-maoistisch         | Automatische Schusswaffe(n) | Polizeistreife | 30   | 4         | Bewaffneter Konflikt in Peru  |
| 21. Mai 1989      | Sri Lanka        | Anschlag in Vavuniya | LTTE                             | autonomistisch, tamilisch-sozialistisch     | Automatische Schusswaffe(n) | Milizionäre    | 51   | 0         | Bürgerkrieg in Sri Lanka      |
| 26. Mai 1989      | Sambia           | Anschlag im Osten    | Resistência Nacional Moçambicana | mosambikanisch-nationalistisch, konservativ | Automatische Schusswaffen   | Dorf           | 5    | 0         |                               |

## Juni
| Datum/Beginn  | Betroffenes Land | Anschlag                 | Täter                            | Politische Ausrichtung                      | Mittel                      | Ziel                          | Tote | Verletzte | Hintergrund                                          |
| ------------- | ---------------- | ------------------------ | -------------------------------- | ------------------------------------------- | --------------------------- | ----------------------------- | ---- | --------- | ---------------------------------------------------- |
| 04. Juni 1989 | Sambia           | Anschlag im Westen       | Resistência Nacional Moçambicana | mosambikanisch-nationalistisch, konservativ | Automatische Schusswaffen   | Dorf                          | 1    | 0         |                                                      |
| 05. Juni 1989 | Sambia           | Anschlag im Osten        | Resistência Nacional Moçambicana | mosambikanisch-nationalistisch, konservativ | Automatische Schusswaffen   | Dorf                          | 8    | 0         |                                                      |
| 07. Juni 1989 | Peru             | Anschlag in Junín        | Leuchtender Pfad                 | marxistisch-leninistisch-maoistisch         | Automatische Schusswaffe(n) | Militärpatrouille             | 21   | 0         | Bewaffneter Konflikt in Peru                         |
| 09. Juni 1989 | Peru             | Anschlag in Huancavelica | Leuchtender Pfad                 | marxistisch-leninistisch-maoistisch         | Automatische Schusswaffe(n) | Dorf                          | 40   | 0         | Bewaffneter Konflikt in Peru                         |
| 12. Juni 1989 | Indien           | Anschlag in Neu-Delhi    | vermutlich Sikh-Extremisten      |                                             | Sprengstoff                 | Bahnhof                       | 5    | 44        |                                                      |
| 19. Juni 1989 | Mosambik         | Anschlag in Tete         | Resistência Nacional Moçambicana | nationalistisch, konservativ                | Automatische Schusswaffe(n) | Militäreinheit                | 24   | 0         | Mosambikanischer Bürgerkrieg                         |
| 19. Juni 1989 | Sambia           | Anschlag in Lusaka       |                                  |                                             | Sprengstoff                 | Tankstelle                    | 0    | 1         |                                                      |
| 22. Juni 1989 | El Salvador      | Anschlag in Chalatenango | FMLN                             | marxistisch-leninistisch                    | Sprengstoff                 | Militär-Kommunikationszentrum | 13   | 25        | Salvadorianischer Bürgerkrieg                        |
| 22. Juni 1989 | Sambia           | Anschlag in Lusaka       |                                  |                                             | Sprengstoff                 | Parteibüro                    | 0    | 3         |                                                      |
| 24. Juni 1989 | El Salvador      | Anschlag in San Salvador | FMLN                             | marxistisch-leninistisch                    | Sprengstoff                 | Markt                         | 3    | 30        | Salvadorianischer Bürgerkrieg                        |
| 25. Juni 1989 | Peru             | Anschlag in Ayacucho     | Leuchtender Pfad                 | marxistisch-leninistisch-maoistisch         | Automatische Schusswaffe(n) | Militäreinheit                | 42   | 0         | Bewaffneter Konflikt in Peru                         |
| 25. Juni 1989 | Indien           | Anschlag in Moga         | Khalistan Commando Force         | autonomistisch-sikhistisch                  | Automatische Schusswaffe(n) | Versammlung                   | 27   | 22        |                                                      |
| 25. Juni 1989 | Philippinen      | Anschlag in Digos        | NPA                              | marxistisch-leninistisch-maoistisch         | Automatische Schusswaffe(n) | Kapelle                       | 39   | 8         | Kommunistischer Revolutionskampf auf den Philippinen |
| 26. Juni 1989 | China            | Anschlag in Shanghai     |                                  |                                             | Sprengstoff                 | Passagierzug                  | 20   | 11        |                                                      |
| 28. Juni 1989 | Somalia          | Anschlag in Awdal        | SNM                              | antikommunistisch                           | Rakete                      | Flugzeug                      | 30   | 0         | Somalischer Bürgerkrieg                              |
| 28. Juni 1989 | Sri Lanka        | Anschlag in Galle        | JVP                              | kommunistisch, marxistisch-leninistisch     | Sprengstoff                 | Regierungsgebäude             | 3    | 20        | Bürgerkrieg in Sri Lanka                             |

## Juli
| Datum/Beginn      | Betroffenes Land | Anschlag                     | Täter                             | Politische Ausrichtung                                         | Mittel                           | Ziel                 | Tote | Verletzte | Hintergrund                           |
| ----------------- | ---------------- | ---------------------------- | --------------------------------- | -------------------------------------------------------------- | -------------------------------- | -------------------- | ---- | --------- | ------------------------------------- |
| 04. Juli 1989     | Pakistan         | Anschlag in Peschawar        |                                   |                                                                | Sprengstoff                      | Bus                  | 9    | 34        |                                       |
| 06. Juli 1989     | Israel           | Anschlag nahe Tel Aviv-Jaffa | Islamischer Dschihad in Palästina | palästinensisch-nationalistisch, islamistisch, antizionistisch | Entführung, Selbstmordattentäter | Linienbus            | 16   | 27        | Israelisch-Palästinensischer Konflikt |
| 11. Juli 1989     | Simbabwe         | Anschlag in Manicaland       | Resistência Nacional Moçambicana  | mosambikanisch-nationalistisch, konservativ                    | Automatische Schusswaffen        | Dorf                 | 9    | 0         |                                       |
| 15. Juli 1989     | Afghanistan      | Anschlag in Kabul            |                                   |                                                                | Autobombe                        | Restaurant           | 9    | 49        | Krieg in Afghanistan                  |
| 18. Juli 1989     | Mosambik         | Anschlag in Tete             | Resistência Nacional Moçambicana  | nationalistisch, konservativ                                   | Automatische Schusswaffe(n)      | Dorf                 | 82   | 100       | Mosambikanischer Bürgerkrieg          |
| 18. Dezember 1989 | Sri Lanka        | Anschlag in Kataragama       | vermutlich JVP                    | kommunistisch, marxistisch-leninistisch                        | Sprengstoff                      | Religiöse Prozession | 13   | 60        | Bürgerkrieg in Sri Lanka              |
| 27. Juli 1989     | Mosambik         | Anschlag in Tete             | Resistência Nacional Moçambicana  | nationalistisch, konservativ                                   | Automatische Schusswaffe(n)      | Dorf                 | 32   | 12        | Mosambikanischer Bürgerkrieg          |

## August
| Datum/Beginn    | Betroffenes Land | Anschlag                            | Täter                            | Politische Ausrichtung                  | Mittel                              | Ziel                       | Tote | Verletzte | Hintergrund                                          |
| --------------- | ---------------- | ----------------------------------- | -------------------------------- | --------------------------------------- | ----------------------------------- | -------------------------- | ---- | --------- | ---------------------------------------------------- |
| 02. August 1989 | Sri Lanka        | Anschlag in Valvettithurai          | LTTE                             | autonomistisch, tamilisch-sozialistisch | Automatische Schusswaffe(n)         | Indische Militärpatrouille | 35   | 11        | Bürgerkrieg in Sri Lanka                             |
| 06. August 1989 | Pakistan         | Anschlag in Rawalpindi              |                                  |                                         | Sprengstoff                         |                            | 0    | 30        |                                                      |
| 06. August 1989 | Pakistan         | Anschlag in Peschawar               |                                  |                                         | Sprengstoff                         | Markt                      | 4    | 26        |                                                      |
| 07. August 1989 | Mosambik         | Anschlag in Gaza                    | Resistência Nacional Moçambicana | nationalistisch, konservativ            | Automatische Schusswaffe(n), Messer | Dorf                       | 54   | 17        | Mosambikanischer Bürgerkrieg                         |
| 09. August 1989 | Indien           | Anschlag in Karnal                  | Sikh-Extremisten                 |                                         | Sprengstoff                         | Bus                        | 13   | 45        |                                                      |
| 16. August 1989 | Bangladesch      | Anschlag in Chittagong              | Shanti Bahini                    | autonomistisch                          | Sprengstoff                         | Passagierfähre             | 16   | 36        |                                                      |
| 16. August 1989 | El Salvador      | Anschlag in Chalatenango            | FMLN                             | marxistisch-leninistisch                | Automatische Schusswaffe(n)         | Militäreinheit             | 25   | 0         | Salvadorianischer Bürgerkrieg                        |
| 16. August 1989 | El Salvador      | Anschlag in San Miguel              | FMLN                             | marxistisch-leninistisch                | Automatische Schusswaffe(n)         | Militäreinheit             | 30   | 0         | Salvadorianischer Bürgerkrieg                        |
| 16. August 1989 | Sri Lanka        | Anschlag in Mannar                  | LTTE                             | autonomistisch, tamilisch-sozialistisch | Automatische Schusswaffe(n)         | Indisches Militärlager     | 24   | 0         | Bürgerkrieg in Sri Lanka                             |
| 18. August 1989 | Indien           | Anschlag in Himachal Pradesh        | Sikh-Extremisten                 |                                         | Sprengstoff                         | Bus                        | 16   | 20        |                                                      |
| 19. August 1989 | Philippinen      | Anschlag in Davao del Sur           | NPA                              | marxistisch-leninistisch-maoistisch     | Granate                             | Fest                       | 8    | 57        | Kommunistischer Revolutionskampf auf den Philippinen |
| 22. August 1989 | Mosambik         | Anschlag in Tete                    | Resistência Nacional Moçambicana | nationalistisch, konservativ            | Automatische Schusswaffe(n)         | Militärkaserne(n)          | 29   | 0         | Mosambikanischer Bürgerkrieg                         |
| 24. August 1989 | Sri Lanka        | Anschlag in der Südprovinz          | JVP                              | kommunistisch, marxistisch-leninistisch | Automatische Schusswaffe(n)         | Hafen                      | 19   | 25        | Bürgerkrieg in Sri Lanka                             |
| 25. August 1989 | Sri Lanka        | Anschlag in der Nord-Zentralprovinz |                                  |                                         | Automatische Schusswaffe(n)         |                            | 25   | 0         | Bürgerkrieg in Sri Lanka                             |
| 28. August 1989 | Indien           | Anschlag in Punjab                  | Khalistan Commando Force         | autonomistisch-sikhistisch              | Sturmgewehr(e)                      | Zug                        | 23   | 30        |                                                      |

## September
| Datum/Beginn       | Betroffenes Land       | Anschlag                       | Täter                            | Politische Ausrichtung                            | Mittel                      | Ziel                    | Tote | Verletzte | Hintergrund                                          |
| ------------------ | ---------------------- | ------------------------------ | -------------------------------- | ------------------------------------------------- | --------------------------- | ----------------------- | ---- | --------- | ---------------------------------------------------- |
| 01. September 1989 | Mosambik               | Anschlag in Gaza               | Resistência Nacional Moçambicana | nationalistisch, konservativ                      | Automatische Schusswaffe(n) | Dorf                    | 20   | 0         | Mosambikanischer Bürgerkrieg                         |
| 01. September 1989 | Deutschland            | Anschlag in Münster            | IRA                              | autonomistisch, irisch-republikanisch, katholisch | Automatische Schusswaffe(n) | Britische Soldaten      | 0    | 2         |                                                      |
| 05. September 1989 | El Salvador            | Anschlag in Morazán            | FMLN                             | marxistisch-leninistisch                          | Automatische Schusswaffe(n) | Militärstützpunkt       | 2    | 25        | Salvadorianischer Bürgerkrieg                        |
| 06. September 1989 | USA                    | Anschlag in Pittsburgh         | Army of God                      | christlich-fundamentalistisch                     | Brandstiftung               | Gesundheitszentrum      | 0    | 0         |                                                      |
| 08. September 1989 | Philippinen            | Anschlag in Cotabato           | NPA                              | marxistisch-leninistisch-maoistisch               | Automatische Schusswaffe(n) | Militäreinheit          | 20   | 0         | Kommunistischer Revolutionskampf auf den Philippinen |
| 13. September 1989 | Pakistan               | Anschlag in Khyber Pakhtunkhwa |                                  |                                                   | Sprengstoff                 | Restaurant              | 5    | 22        |                                                      |
| 14. September 1989 | Pakistan               | Anschlag in Lahore             |                                  |                                                   | Sprengstoff                 | Chemikaliengeschäft     | 8    | 27        |                                                      |
| 16. September 1989 | Sowjetunion            | Anschlag in Yevlax             |                                  |                                                   | Sprengstoff                 | Bus                     | 5    | 27        |                                                      |
| 19. September 1989 | Niger                  | UTA-Flug 772                   | vermutlich Libyen                |                                                   | Sprengstoff                 | Flugzeug                | 170  | 0         |                                                      |
| 19. September 1989 | Sri Lanka              | Anschlag in Gampaha            |                                  |                                                   | Sprengstoff                 | Polizeistation          | 2    | 24        | Bürgerkrieg in Sri Lanka                             |
| 20. September 1989 | Irak                   | Anschlag in Bagdad             |                                  |                                                   | Granate                     | Britischer Klub         | 0    | 25        |                                                      |
| 22. September 1989 | Vereinigtes Königreich | Anschlag in Deal               | IRA                              | autonomistisch, irisch-republikanisch, katholisch | Sprengstoff                 | Kaserne                 | 11   | 30        | Nordirlandkonflikt                                   |
| 22. September 1989 | Sri Lanka              | Anschlag in Matara             | JVP                              | kommunistisch, marxistisch-leninistisch           | Granaten                    | Polizeitrainingszentrum | 0    | 21        | Bürgerkrieg in Sri Lanka                             |
| 30. September 1989 | Bangladesch            | Anschlag in Chittagong         | Shanti Bahini                    | autonomistisch                                    | Automatische Schusswaffe(n) |                         | 6    | 30        |                                                      |

## Oktober
| Datum/Beginn     | Betroffenes Land | Anschlag                 | Täter                            | Politische Ausrichtung              | Mittel                      | Ziel           | Tote | Verletzte | Hintergrund                   |
| ---------------- | ---------------- | ------------------------ | -------------------------------- | ----------------------------------- | --------------------------- | -------------- | ---- | --------- | ----------------------------- |
| 10. Oktober 1989 | Mosambik         | Anschlag in Gaza         | Resistência Nacional Moçambicana | nationalistisch, konservativ        | Brandstiftung               | Bus            | 35   | 0         | Mosambikanischer Bürgerkrieg  |
| 25. Oktober 1989 | Sri Lanka        | Anschlag in Kandy        | Vigilanten                       |                                     | Messer                      |                | 24   | 0         | Bürgerkrieg in Sri Lanka      |
| 27. Oktober 1989 | Peru             | Anschlag in Ayacucho     | Leuchtender Pfad                 | marxistisch-leninistisch-maoistisch | Automatische Schusswaffe(n) | Militäreinheit | 27   | 2         | Bewaffneter Konflikt in Peru  |
| 31. Oktober 1989 | El Salvador      | Anschlag in San Salvador |                                  |                                     | Sprengstoff                 | Gebäude        | 10   | 26        | Salvadorianischer Bürgerkrieg |
| 31. Oktober 1989 | Mosambik         | Anschlag in Gaza         |                                  |                                     | Messer, Pistole(n)          | Fahrzeug       | 20   | 11        | Mosambikanischer Bürgerkrieg  |

## November
| Datum/Beginn      | Betroffenes Land | Anschlag                       | Täter                            | Politische Ausrichtung                 | Mittel                      | Ziel       | Tote | Verletzte | Hintergrund                                       |
| ----------------- | ---------------- | ------------------------------ | -------------------------------- | -------------------------------------- | --------------------------- | ---------- | ---- | --------- | ------------------------------------------------- |
| 02. November 1989 | Sri Lanka        | Anschlag in der Zentralprovinz | Vigilanten                       |                                        | Automatische Schusswaffe(n) |            | 31   | 0         | Bürgerkrieg in Sri Lanka                          |
| 02. November 1989 | Indien           | Anschlag in Neu-Delhi          | vermutlich Sikh-Extremisten      |                                        | Sprengstoff                 | Gebäude    | 3    | 20        |                                                   |
| 09. November 1989 | Mosambik         | Anschlag in Maputo             | Resistência Nacional Moçambicana | nationalistisch, konservativ           | Automatische Schusswaffe(n) | Fahrzeug   | 9    | 21        | Mosambikanischer Bürgerkrieg                      |
| 14. November 1989 | Sri Lanka        | Anschlag in der Zentralprovinz | Vigilanten                       |                                        | Automatische Schusswaffe(n) |            | 30   | 0         | Bürgerkrieg in Sri Lanka                          |
| 18. November 1989 | Indien           | Anschlag in Amritsar           |                                  |                                        | Sprengstoff                 | Markt      | 10   | 40        |                                                   |
| 24. November 1989 | Türkei           | Anschlag in Kastamonu          | PKK                              | autonomistisch, kurdisch-sozialistisch | Automatische Schusswaffe(n) | Dorf       | 21   | 0         | Konflikt zwischen der Republik Türkei und der PKK |
| 30. November 1989 | Bangladesch      | Anschlag in Dhaka              |                                  |                                        | Sprengstoff                 | Kundgebung | 3    | 25        |                                                   |

## Dezember
| Datum/Beginn      | Betroffenes Land       | Anschlag                   | Täter            | Politische Ausrichtung                            | Mittel                      | Ziel       | Tote | Verletzte | Hintergrund                  |
| ----------------- | ---------------------- | -------------------------- | ---------------- | ------------------------------------------------- | --------------------------- | ---------- | ---- | --------- | ---------------------------- |
| 07. Dezember 1989 | Vereinigtes Königreich | Anschlag in Lisburn        | IRA              | autonomistisch, irisch-republikanisch, katholisch | Autobombe                   | Marktplatz | 0    | 21        | Nordirlandkonflikt           |
| 11. Dezember 1989 | Peru                   | Anschlag in Junín          | Leuchtender Pfad | marxistisch-leninistisch-maoistisch               | Automatische Schusswaffe(n) | Dorf       | 22   | 0         | Bewaffneter Konflikt in Peru |
| 11. Dezember 1989 | Sri Lanka              | Anschlag in der Südprovinz | JVP              | kommunistisch, marxistisch-leninistisch           | Pistole(n), Messer          | Dorf       | 24   | 0         | Bürgerkrieg in Sri Lanka     |
| 22. Dezember 1989 | Bangladesch            | Anschlag in Khulna         |                  |                                                   | Sprengstoff                 | Kundgebung | 0    | 25        |                              |